# Ziua Scafandrului Român
Ziua Scafandrului Român este sărbătorită anual în data de 1 octombrie.  Sărbătoarea a fost instituită cu ocazia  înființării Centrului de Scafandri din Constanța, la 1 Octombrie 1976, prima unitate de scafandri din România. 